# Andrea Horwath

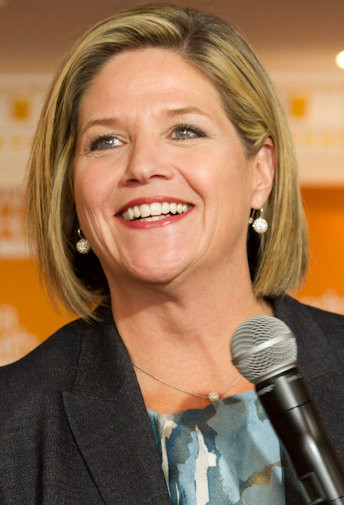
Andrea Horwath, 2011

Andrea Horwath (* 24. Oktober 1962 in Hamilton, Ontario) ist eine kanadische Politikerin, die seit 2022 Bürgermeisterin von Hamilton ist. Zuvor war sie von 2009 bis 2022 Vorsitzende der Ontario New Democratic Party (ONDP). Von 2004 bis 2022 war sie auch Abgeordnete des Legislativversammlung von Ontario für den Wahlkreis Hamilton Center.

## Frühes Leben
Horwath ist in Hamilton, Ontario, geboren und aufgewachsen und hat einen Bachelor-Abschluss in Industriellen Beziehungen von der McMaster University. Ihr Vater Andrew, ein ethnischer Ungar, war aus der Slowakei nach Kanada eingewandert und arbeitete für die Ford Motor Company in Oakville.

## Politische Karriere
Bei den kanadischen Unterhauswahlen 1997 war Horwath Kandidatin der Neuen Demokratischen Partei im Wahlkreis Hamilton-West. Obwohl erfolglos, erhielt sie doppelt so viele Stimmen wie die Partei vier Jahre zuvor im Wahlkreis erhalten hatte.

### Stadtverordnete
Später in diesem Jahr wurde Horwath in den Stadtrat von Hamilton gewählt. Sie entwickelte sich zu einer prominenten Stimme für die politische Linke in der Stadt und wurde 2000 und 2003 wieder in den Stadtrat gewählt. 2004 schaffte sie bei einer Nachwahl im Wahlkreis Hamilton East den Einzug in die Legislativversammlung von Ontario. Sie erhielt 6.000 Stimmen mehr als die Partei im Wahlkreis bei der Wahl ein Jahr zuvor. Bei der Ontario-Provinzwahl 2007 wurde Horwath im neuen Wahlkreis Hamilton Center gewählt. Ihr ehemaliger Wahlkreis war durch Neuzuordnung geteilt worden.

### Vorsitzende der Ontario New Democratic Party
Am 7. November 2008 startete Horwath ihre Kampagne für die Führung der Partei. Im März 2009 wurde sie im dritten Wahlgang zur Parteivorsitzenden gewählt und setzte sich gegen Peter Tabuns, Gilles Bisson und Michael Prue durch. In den nächsten drei Wahlen würde Horwath die Unterstützung der Partei erhöhen. Bei den Provinzwahlen 2011 stieg die Unterstützung für die Ontario New Democratic Party unter Horwaths Führung. Die Partei gewann zum ersten Mal seit 1995 mehr als 20 % der Stimmen und verdoppelte beinahe ihre Mandate. Die Wahl führte dazu, dass die liberale Regierung von Dalton McGuinty auf eine Minderheitsregierung reduziert wurde. Bei der Provinzwahl 2014 erhielt die Partei 200.000 Stimmen mehr als 2011, bei gleichbleibender Mandatszahl.
2018 war Horwaths dritte Wahl zum Vorsitzenden. Während der Kampagne machte sie viele Versprechungen, darunter Verbesserungen im Gesundheitswesen, eine Erhöhung der Unternehmensbesteuerung und die Schließung des Kernkraftwerk Pickering. Die Partei erlebte eine große Welle der Unterstützung durch die Bevölkerung.  Insgesamt erhielt sie knapp zwei Millionen Stimmen, rund 33 Prozent, und 40 Mandate. Allerdings bildeten Doug Ford und die Progressive Conservative Party of Ontario die Regierung.
Bei der Provinzwahl 2022 verlor die Ontario New Democratic Party sieben Mandate. Horwath trat in derselben Nacht als Parteivorsitzende zurück. Peter Tabuns wurde zum interimistischen Parteivorsitzenden ernannt. Im Februar 2023 trat Marit Stiles die Nachfolger als Parteivorsitzende an.

### Bürgermeisterin von Hamilton
Horwath kandidierte im Oktober 2022 als Bürgermeisterin von Hamilton. Sie wurde mit knapp 60.000 Stimmen gewählt und besiegte Keanin Loomis. Horwath ist die erste Bürgermeisterin in der Geschichte der Stadt.